# Тоншаево
Тонша́ево (мар. Пижӹмпал) — рабочий посёлок, административный центр Тоншаевского муниципального округа Нижегородской области России.

## География
Расположен на северо-востоке Нижегородской области, на реке Пижме (приток Вятки), в 10 км от железнодорожной станции Тоншаево на участке Нижний Новгород — Киров нового направления Транссиба, в 293 км от областного центра города Нижнего Новгорода.

### Климат
| Показатель              | Янв.  | Фев.  | Март  | Апр.  | Май  | Июнь | Июль | Авг. | Сен. | Окт.  | Нояб. | Дек.  | Год   |
| ----------------------- | ----- | ----- | ----- | ----- | ---- | ---- | ---- | ---- | ---- | ----- | ----- | ----- | ----- |
| Абсолютный максимум, °C | 6,1   | 6,9   | 14,0  | 23,0  | 30,5 | 33,6 | 36,6 | 36,1 | 27,1 | 19,4  | 14,1  | 7,9   | 36,6  |
| Средняя температура, °C | −13,3 | −13   | −5,2  | 3,3   | 12,4 | 15,5 | 17,7 | 16,4 | 10,2 | 1,9   | −3,7  | −10,4 | 2,6   |
| Абсолютный минимум, °C  | −47,4 | −46,3 | −32,7 | −15,9 | −6,9 | −2,7 | 0,6  | −1,1 | −8,3 | −17,5 | −30,4 | −48,2 | −48,2 |
| Норма осадков, мм       | 41    | 35    | 38    | 40    | 46   | 63   | 69   | 65   | 47   | 41    | 38    | 36    | 549   |

## История
В 1778 организуется Тоншаевская волость. Деревня преобразована в село в 1811 в связи со строительством церкви. Статус посёлка городского типа  с 1973.

## Население
| 1959  | 1970  | 1979  | 1989  | 2002  | 2008  | 2009  |
| ----- | ----- | ----- | ----- | ----- | ----- | ----- |
| 1755  | ↗2967 | ↗3931 | ↗4394 | ↗4432 | ↗4465 | ↗4513 |
| 2010  | 2011  | 2012  | 2013  | 2014  | 2015  | 2016  |
| ↗4570 | ↘4549 | ↘4528 | ↘4494 | ↘4479 | ↗4496 | ↗4526 |
| 2017  | 2018  | 2019  | 2020  | 2021  |       |       |
| ↗4581 | ↘4574 | ↘4541 | ↘4511 | ↘4397 |       |       |

## Экономика
В посёлке работает лесхоз, иные предприятия лесной промышленности, в том числе по производству фанеры и мебели, хлебозавод, пищекомбинат.

## Уроженцы
- Брусин, Леонид Аркадьевич (1942—2018) — советский и российский актёр, народный артист Российской Федерации (2004).